# Konrad I. Zobel
Konrad I. Zobel (* unbekannt; † 27. Januar 1318) war Abt des Benediktinerklosters in Münsterschwarzach. Als solcher ist er allerdings lediglich in der Abtsreihe von Heinrich Wagner verzeichnet. Sein Amtsantritt ist umstritten, auch die Regierungsdauer kann nur von 1316 bis 1318 geschätzt werden, da zu dieser Zeit zwei Äbte mit gleichem Namen um die Macht im Kloster kämpften. Letztendlich konnte sich Konrad Zobel gegen Konrad II. durchsetzen.

## Münsterschwarzach vor Zobel
Die Abtei Münsterschwarzach war im 13. und 14. Jahrhundert ein reiches Kloster. Die Reformen, denen das monastische Leben bereits seit dem 11. Jahrhundert ausgesetzt war, hatten hierzu ihren Beitrag geleistet. Zunächst förderten die Herren des Klosters, die Würzburger Bischöfe, die sogenannten Gorzer Reformen. Als sich im 12. Jahrhundert mehr und mehr die Hirsauer Erneuerungen durchsetzten, holten sie Abt Dietrich I. an den Main.
Das 13. Jahrhundert ist dann vor allem durch die fehlenden Quellen zur Abtei geprägt. Lediglich die vielen Fehden, mit denen das Hochstift Würzburg seinen Einflussbereich zu erweitern hoffte, sind gut belegt. In den Jahren 1228, 1266 und 1282 brannten Teile der Klostergebäude nieder. Erst unter dem letzten Abt des Jahrhunderts und direktem Vorgänger Zobels, Sifrid, wurden die Schäden behoben. Gleichzeitig spaltete sich der Konvent.

## Leben
Über die Herkunft und Jugend des Abtes Konrad Zobel ist nur sehr wenig bekannt. Nach seinem Namen zu urteilen war er Teil des fränkischen Ministerialengeschlechts der Zobel, die ihren Stammsitz wohl im unterfränkischen Giebelstadt hatten. Als Abt tauchte er nur ein einziges Mal in den Quellen auf. Am 22. November 1317 verzichtete er auf das Lehnsrecht an Gütern in Ulberg. In seine Amtszeit fiel der Streit mit dem gleichnamigen Konrad II. um die Abtswürde.
Konrad (der spätere Abt Konrad II.) war Kaplan und versuchte Konrad I. zur Resignation zu zwingen, um die Abtei an sich zu reißen, wohl um sich dadurch eine lebenslange Pension zu sichern. Letztendlich konnte sich Konrad I. durchsetzen und wurde auch im Nekrolog des Klosters als Abbas monasterii nostri (lateinisch für „Abt unseres Klosters“) eingetragen, während Konrad II. als Eindringling galt. Nach ebendiesem Nekrolog verstarb Konrad I. Zobel am 27. Januar 1318.

## Wappen

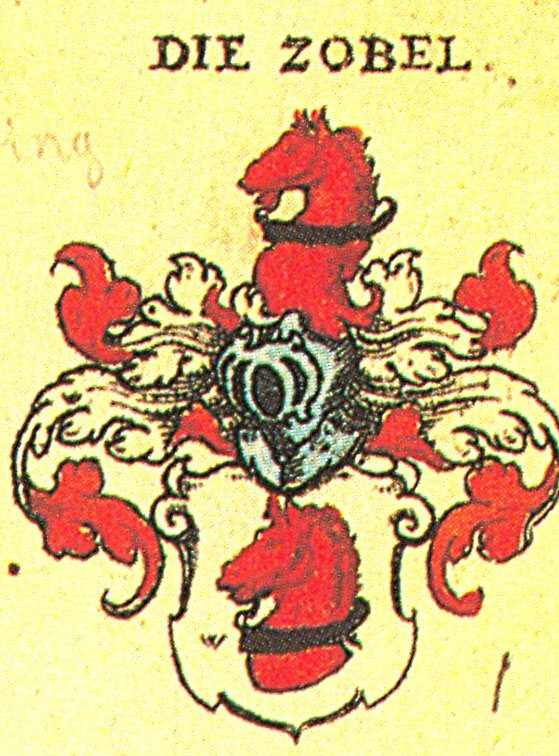
Das Familienwappen nach Siebmacher

Ein persönliches Wappen ist für Konrad I. Zobel nicht überliefert. Sollte er jedoch dem weitverzweigten fränkisch-schwäbischen Geschlecht der Zobel angehört haben, existierte zumindest ein Familienwappen. Beschreibung des Familienwappens: In Silber ein schwarzgezäumter roter Rossrumpf; auf dem Helm das Schildbild; die Helmdecken in rot-silber.